# رادفورد (آلاباما)
رادفورد (به انگلیسی: Radford) یک منطقهٔ مسکونی در ایالات متحده آمریکا است که در آلاباما واقع شده‌است. رادفورد ۴۹٫۰۷ متر بالاتر از سطح دریا واقع شده‌است.